# Eriococcus matesovae
Eriococcus matesovae är en insektsart som först beskrevs av Miller och Gimpel 1996.  Eriococcus matesovae ingår i släktet Eriococcus och familjen filtsköldlöss.
Artens utbredningsområde är Kazakstan. Inga underarter finns listade i Catalogue of Life.